# Dwars door Vlaanderen 2022
De wielerwedstrijd Dwars door Vlaanderen werd in 2022 gehouden op woensdag 30 maart. De wedstrijd kende zowel een mannen- als vrouweneditie. Bij de mannen was de wedstrijd onderdeel van de UCI World Tour en bij de vrouwen van de UCI Women's ProSeries.

## Mannen

### Uitslag
| Dwars door Vlaanderen 2022 |                      |                         |          |
| Plaats                     | Naam                 | Ploeg                   | Tijd     |
| Winnaar                    | Mathieu van der Poel | Alpecin-Fenix           | 4u05'39" |
| 2                          | Tiesj Benoot         | Jumbo-Visma             | + 1"     |
| 3                          | Tom Pidcock          | INEOS Grenadiers        | + 5"     |
| 4                          | Victor Campenaerts   | Lotto Soudal            | z.t.     |
| 5                          | Nils Politt          | BORA-hansgrohe          | z.t.     |
| 6                          | Stefan Küng          | Groupama-FDJ            | z.t.     |
| 7                          | Kelland O'Brien      | Team BikeExchange Jayco | z.t.     |
| 8                          | Ben Turner           | INEOS Grenadiers        | + 12"    |
| 9                          | Jan Tratnik          | Bahrain Victorious      | + 2'08"  |
| 10                         | Tadej Pogačar        | UAE Team Emirates       | z.t.     |

## Vrouwen

### Uitslag
| Dwars door Vlaanderen 2022 |                   |                                    |          |
| Plaats                     | Naam              | Ploeg                              | Tijd     |
| Winnaar                    | Chiara Consonni   | Valcar-Travel & Service            | 3u06'40" |
| 2                          | Julie De Wilde    | Plantur-Pura                       | z.t.     |
| 3                          | Elise Chabbey     | Canyon-SRAM                        | z.t.     |
| 4                          | Pfeiffer Georgi   | DSM                                | z.t.     |
| 5                          | Marta Bastianelli | UAE Team ADQ                       | z.t.     |
| 6                          | Rachele Barbieri  | Liv Racing Xstra                   | z.t.     |
| 7                          | Marie Le Net      | FDJ Nouvelle-Aquitaine Futuroscope | z.t.     |
| 8                          | Shari Bossuyt     | Canyon-SRAM                        | z.t.     |
| 9                          | Arlenis Sierra    | Movistar                           | z.t.     |
| 10                         | Karlijn Swinkels  | Jumbo-Visma                        | z.t.     |

1945 · 1946 · 1947 · 1948 · 1949 · 1950 · 1951 · 1952 · 1953 · 1954 · 1955 · 1956 · 1957 · 1958 · 1959 · 1960 · 1961 · 1962 · 1963 · 1964 · 1965 · 1966 · 1967 · 1968 · 1969 · 1970 · 1971 · 1972 · 1973 · 1974 · 1975 · 1976 · 1977 · 1978 · 1979 · 1980 · 1981 · 1982 · 1983 · 1984 · 1985 · 1986 · 1987 · 1988 · 1989 · 1990 · 1991 · 1992 · 1993 · 1994 · 1995 · 1996 · 1997 · 1998 · 1999 · 2000 · 2001 · 2002 · 2003 · 2004 · 2005 · 2006 · 2007 · 2008 · 2009 · 2010 · 2011 · 2012 · 2013 · 2014 · 2015 · 2016 · 2017 · 2018 · 2019 · 2020 · 2021 · 2022 · 2023 · 2024 · 2025

Lijst van beklimmingen
Ronde van de Verenigde Arabische Emiraten ·
Omloop Het Nieuwsblad ·
Strade Bianche ·
Parijs-Nice · 
Tirreno-Adriatico · 
Milaan-San Remo ·
Ronde van Catalonië ·
Driedaagse Brugge-De Panne ·
E3 Saxo Bank Classic ·
Gent-Wevelgem ·
Dwars door Vlaanderen ·
Ronde van Vlaanderen ·
Ronde van het Baskenland ·
Amstel Gold Race ·
Parijs-Roubaix ·
Waalse Pijl ·
Luik-Bastenaken-Luik ·
Ronde van Romandië ·
Eschborn-Frankfurt ·
Ronde van Italië ·
Critérium du Dauphiné ·
Ronde van Zwitserland ·
Ronde van Frankrijk ·
Clásica San Sebastián ·
Ronde van Polen ·
BEMER Cyclassics ·
Bretagne Classic ·
Benelux Tour ·
Ronde van Spanje ·
GP van Quebec · 
GP van Montreal · 
Ronde van Lombardije ·
Ronde van Guangxi ·
Omloop Het Nieuwsblad · 
Nokere Koerse · 
Dwars door Vlaanderen · 
Brabantse Pijl · 
Festival Elsy Jacobs · 
Ronde van Thüringen · 
Ronde van Zwitserland · 
Ronde van Emilia